# التدفئة المدية
يحدث التسخين المدّي (المعروف أيضًا باسم الإحماء المدي أو التواء المد والجزر ) من خلال عمليات الاحتكاك المدّي : حيث تتحول الطاقة الدورانية من طاقة حركية إلى طاقة حرارية بسبب تغير سريع في قوة الجاذبية على الجسم. عندما يكون جسم ما في مدار بيضاوي ، تكون قوى المد والجزر المؤثرة عليه أقوى بالقرب من الحضيض منها بالقرب من الأوج. وهكذا يتغير شكل الجسم بسبب قوى المد والجزر على مسار مداره، مما يولد احتكاكًا داخل الجسم منتجاً حرارة. تأتي هذه الطاقة التي يكتسبها الجسم من طاقته المدارية و/أو طاقته الدورانية ، لذلك مع مرور الوقت في نظام مكون من جسمين(الأرض والقمر أو زحل وأقماره)، يتحول المدار الإهليلجي (شبه البيضاوي) للجسم إلى مدار دائري ( التدوير المدّي ) و تتقارب فترات دوران الجسمين إلى أن تتوافق سرعتها و تصل الى حالة التقييد المدّي. يحدث الإحماء المدي المستمر عندما يتم منع المدار الإهليلجي من الدوران بسبب قوى الجاذبية الإضافية من الأجسام الأخرى في النظام التي تستمر في سحب الجسم مرة أخرى إلى مدار إهليلجي. في هذا النظام الأكثر تعقيدًا، لا تزال الطاقة المدارية والدورانية تتحول إلى طاقة حرارية؛ ولكن ، المحور شبه الرئيسي للمدار سوف ينكمش الآن بدلاً من ان ينحرف .

## أقمار الكواكب العملاقة
يعتبر الإحماء المدي مسؤولاً عن النشاط الجيولوجي لغالبية الكواكب النشطة بركانيًا في النظام الشمسي : آيو ، أحد أقمار كوكب المشتري . لايزال مداره منحرفا بسبب تناغم مداره مع أقمار جاليليو وأوروبا وغانيميد .  و قد قام الإحماء المدي بتوفير يوروبا بالطاقة الحرارية اللازمة لتذويب طبقات الجليد السفلى مما سمح له بالحصول على محيط من الماء السائل تحت طبقات الجليد . ومع ذلك، فإن الإحماء عند يوروبا أضعف، بسبب الانحراف المنخفض - لدى أوروبا نصف التناغم المداري لآيو ونصف قطر أصغر بنسبة 14٪؛ ، في حين أن مدار أوروبا أكثر انحرافًا بنحو مرتين من مدار آيو، حيث قوة المد والجزر تتناقص مع مكعب المسافة وهي ربع قوتها فقط في أوروبا. ومن المعتقد أيضًا أن قمر زحل إنسيلادوس يحتوي على محيط من الماء السائل تحت قشرته الجليدية، بسبب التسخين المدّي المرتبط بتناغمه مع ديون . يُعتقد أن الانبياع الفوارة التي تقذف المواد من إنسيلادوس تعمل عن طريق الاحتكاك الناتج داخلها.

## الأرض
قدر مونك و ونش (1998) أن الأرض تتعرض لـ 3.7 تيراوات (0.0073 واط/م 2 ) من الإحماء المدي، منها 95% (3.5 تيراوات أو 0.0069 واط/م 2 ) مرتبطة بمد وجزر المحيطات و5% (0.2 تيراوات أو 0.0004 واط/م 2 ) مرتبطة بمد وجزر الأرض ، و3.2 تيراوات بسبب التفاعلات المديّة مع القمر و0.5 تيراوات بسبب التفاعلات المديّة مع الشمس.  وقد أكد إيجبرت و راي (2001) هذا التقدير الإجمالي، حيث كتبا "إن الكمية الإجمالية للطاقة المدية المبددة في نظام الأرض والقمر والشمس محددة الآن بشكل جيد. وقد تقاربت طرق الجيوديسيا الفضائية ـ قياس الارتفاع، وقياس المسافات بالليزر عبر الأقمار الصناعية، وقياس المسافات بالليزر عبر القمر ـ إلى 3.7 تيراوات. ..." 
قدر هيلر وآخرون (2021) أنه بعد فترة وجيزة من تشكّل القمر، عندما دار القمر حول الأرض على مسافة أقرب بمقدار 10-15 مرة مما يدور عليه الآن، انه ربما ساهمت التدفئة المدية بحوالي 10 وات/م 2 من التدفئة على مدى 100 مليون عام ربما، وأن هذا ربما كان مسؤولاً عن زيادة درجة الحرارة بما يصل إلى 5 درجات مئوية على الأرض المبكرة.  

## قمر
اقترح هارادا وآخرون (2014) أن التسخين المدّي ربما أدى إلى إنشاء طبقة منصهرة عند حدود اللب والوشاح داخل قمر الأرض. 
- بركان بارد
- تسارع مدي
- تقييد مدي
- مرصد براكين ايو
- جرم متباين